# Associação Esportiva VF4
A Associação Esportiva VF4 é um clube de futebol sediado em João Pessoa, capital da Paraíba. Fundado em 9 de novembro de 2017 por Victor Ferraz como um projeto social e registrado oficialmente em 2018, o nome faz referência às iniciais do fundador e ao número de sua camisa. Nos primeiros anos, conquistou o Campeonato Paraibano Sub-17 e participou da Copa do Brasil da categoria. Em 2021, criou uma equipe feminina, que venceu o campeonato estadual daquele ano.

## Títulos
Feminino
| Competição           | Títulos | Temporadas  |
| -------------------- | ------- | ----------- |
| Campeonato Paraibano | 2       | 2021 e 2022 |

Categorias de base
| Competição                  | Títulos | Temporadas  |
| --------------------------- | ------- | ----------- |
| Campeonato Paraibano Sub-17 | 2       | 2019 e 2024 |
| Campeonato Paraibano Sub-15 | 2       | 2022 e 2023 |